# 水俣市立湯出小学校
水俣市立湯出小学校（みなまたしりつ ゆでしょうがっこう）は、熊本県水俣市湯出にある小学校。

## 沿革
- 1873年（明治6年）- 創立（舟迫の民家の一隅で教授）
- 1875年（明治8年）- 第3番学区袋小学校の分校となる
- 1884年（明治17年）- 水俣村大字ひの口に校舎移転
- 1892年（明治25年）- 湯出尋常小学校として独立。
- 1941年（昭和16年）- 湯出国民学校に改称
- 1947年（昭和22年）- 葦北郡水俣町立湯出小学校に改称
- 1949年（昭和24年）- 水俣市立湯出小学校に改称